# Остін Крошер
Остін Натан Крошер (народився 1 травня 1975 року) — колишній американський професійний баскетболіст, який грав за п'ять різних команд НБА протягом всієї своєї кар'єри в Національній баскетбольній асоціації, і зараз є телеведучим на каналі Індіана Пейсерз.

## Освіта
Крошер пішов до школи в Санта-Моніці, Каліфорнія, а потім грав баскетбол у коледжі в Провіденс, Род-Айленд.

## Професійна кар'єра
Крошер був 12-й вибіром на драфті 1997, обраним  Індіана Пейсерз.
Зі зростом 6'10" гравець  може зіграти важкого і легкого форварда., Крошер зняв 33.9 % від трьох точках діапазону протягом своєї десятирічної кар'єри. У НБА сезону 1999—2000, він досяг піку форми в потрібний час, який допомагав Пейсерс вийти в 2000 році в фінал НБА.
Він був нагороджений за свій виступ в регулярному чемпіонаті і особливо в плей-офф  контрактом, про  який Пейсерс скоро пожаліли, як не прикро. Остін ніколи повністю не проявив свого таланту. Справедливості ради, тренер Пейсерс Айзея Томас рідко використовував його протягом трьох сезонів коли тренував команду. Крошер зіграв 49 ігор в 2002—2003 роках, в середньому він проводив  12.9 хвилин за гру в цьому сезоні.
Крошер став важливим запасним. Знову в роки Ріка Карлайла був ключовим фактором проти Детройт Пістонс в 2004 році Східна конференція фінал.
26 вересня, 2008, Ларрі Берд заявив, що Крошер був запрошений в тренувальний табір з Пейсерс з можливістю увійти в наступний сезон. Запрошення було скасовано 23 жовтня 2008 року.

### Даллас Маверікс
5 липня 2006, Крошер був обміняний в Даллас Маверікс на Маркіза Деніелса. це обманний маневр Джефф Фостер, як останнього гравця, що залишилися від 1999—2000 Східної конференції чемпіонату.
Крошер забив за гру 34 очки що допомогло  Маверікс виграти проти Сіетл Суперсоникс з рахунком122-102 30 січня 2007 року.
3 серпня, 2007, Крошер підписав контракт з «Голден Стейт Ворріорз»

.2008 був першим роком в його кар'єрі, що Крошере не потрапити в плей-офф

### Мілвокі Бакс
Крошер провів 2008-09 міжсезоння з його колишньою командою, Індіана Пейсерс. Однак він відмовився від Пейсерс. 27 жовтня Крошер був підписаний Мілвокі. Бакс. Вперше він зіграв за нову команду 6 січня 2009. За сезон в середньому він набирав 3,3 очки і 2,2 підбору за гру.

### Сан-Антоніо Сперс
Крошер підписав 10-денний контракт з Сан-Антоніо Сперс 16 січня 2009 року. вперше вийшов на поле  28 січня після появи у трьох іграх набрав 4 очки.

## Кар'єра після НБА
У лютому 2010 року Крошер приєднався Fox Sports Indiana , де  він працював як кольровий коментатор.

## NBA career statistics
| Скорочення | Скорочення             | Скорочення | Скорочення                    | Скорочення | Скорочення               |
| ---------- | ---------------------- | ---------- | ----------------------------- | ---------- | ------------------------ |
| GP         | Ігор провів            | GS         | Ігор у стартовій п'ятірці     | MPG        | Хвилин за гру            |
| FG%        | Відсоток влучень з гри | 3P%        | Відсоток триочкових           | FT%        | Відсоток штрафних кидків |
| RPG        | Підбирань за гру       | APG        | Результативних передач за гру | SPG        | Перехоплень за гру       |
| BPG        | Блокшотів за гру       | PPG        | Очок за гру                   | Жирний     | Особистий рекорд         |

### Регулярний сезон
| Рік     | Команда      | GP  | GS | MPG  | FG%  | 3P%  | FT%  | RPG | APG | SPG | BPG | PPG  |
| ------- | ------------ | --- | -- | ---- | ---- | ---- | ---- | --- | --- | --- | --- | ---- |
| 1997–98 | Indiana      | 26  | 0  | 9.3  | .372 | .308 | .571 | 1.7 | .3  | .3  | .2  | 2.9  |
| 1998–99 | Indiana      | 27  | 0  | 9.2  | .427 | .276 | .870 | 1.7 | .4  | .3  | .3  | 3.4  |
| 1999–00 | Indiana      | 81  | 14 | 23.3 | .441 | .362 | .848 | 6.4 | 1.1 | .5  | .7  | 10.3 |
| 2000–01 | Indiana      | 81  | 23 | 23.1 | .394 | .338 | .866 | 4.8 | 1.1 | .4  | .6  | 10.1 |
| 2001–02 | Indiana      | 76  | 1  | 16.9 | .413 | .338 | .851 | 3.9 | 1.0 | .3  | .4  | 6.8  |
| 2002–03 | Indiana      | 49  | 0  | 12.9 | .411 | .391 | .815 | 3.2 | 1.1 | .1  | .3  | 5.1  |
| 2003–04 | Indiana      | 77  | 0  | 13.6 | .388 | .389 | .894 | 3.2 | .7  | .3  | .2  | 5.0  |
| 2004–05 | Indiana      | 73  | 22 | 25.0 | .378 | .259 | .883 | 5.1 | 1.3 | .7  | .2  | 8.9  |
| 2005–06 | Indiana      | 50  | 26 | 23.0 | .463 | .386 | .882 | 5.3 | 1.2 | .4  | .1  | 8.2  |
| 2006–07 | Dallas       | 61  | 2  | 11.9 | .351 | .286 | .865 | 3.0 | .7  | .2  | .1  | 3.7  |
| 2007–08 | Golden State | 44  | 0  | 10.4 | .445 | .361 | .906 | 2.4 | .7  | .2  | .1  | 3.9  |
| 2008–09 | Milwaukee    | 11  | 0  | 7.0  | .400 | .455 | .636 | 2.2 | .5  | .1  | .1  | 3.3  |
| 2008–09 | San Antonio  | 3   | 0  | 7.7  | .222 | .000 | .000 | 3.3 | 1.0 | .0  | .0  | 1.3  |
| Кар'єра |              | 659 | 88 | 17.4 | .407 | .340 | .861 | 4.0 | 1.0 | .4  | .3  | 6.8  |

Плей-оф
| Рік     | Команда | GP | GS | MPG  | FG%  | 3P%  | FT%   | RPG | APG | SPG | BPG | PPG  |
| ------- | ------- | -- | -- | ---- | ---- | ---- | ----- | --- | --- | --- | --- | ---- |
| 1999    | Indiana | 1  | 0  | 1.0  | .000 | .000 | 1.000 | 1.0 | .0  | .0  | .0  | 2.0  |
| 2000    | Indiana | 23 | 2  | 21.3 | .418 | .405 | .839  | 4.7 | .8  | .4  | .7  | 9.4  |
| 2001    | Indiana | 4  | 0  | 32.3 | .400 | .200 | .867  | 5.0 | 1.5 | 1.0 | .5  | 10.8 |
| 2002    | Indiana | 4  | 0  | 14.8 | .400 | .333 | .750  | 3.5 | .5  | .3  | .3  | 6.0  |
| 2003    | Indiana | 4  | 0  | 11.5 | .263 | .000 | .857  | 4.3 | .8  | .0  | .3  | 4.0  |
| 2004    | Indiana | 13 | 2  | 16.5 | .345 | .333 | .810  | 3.1 | .9  | .3  | .2  | 4.8  |
| 2005    | Indiana | 10 | 0  | 8.8  | .400 | .500 | .833  | 1.7 | .0  | .4  | .1  | 2.5  |
| 2006    | Indiana | 6  | 2  | 29.2 | .316 | .391 | .889  | 3.7 | 1.2 | .8  | .0  | 8.2  |
| 2007    | Dallas  | 3  | 0  | 11.3 | .333 | .750 | 1.000 | 2.0 | .0  | .0  | .0  | 5.0  |
| Кар'єра |         | 68 | 6  | 18.2 | .379 | .360 | .844  | 3.6 | .7  | .4  | .4  | 6.7  |